# جايسون تشايلدرز
جايسون تشايلدرز (بالإنجليزية: Jason Childers)‏ هو لاعب كرة قاعدة أمريكي، ولد في 13 يناير 1975 في ستايتسبورو في الولايات المتحدة.

## وصلات خارجية
- جايسون تشايلدرز على موقع دوري كرة القاعدة الرئيسي (الإنجليزية)
- جايسون تشايلدرز على موقعبيزبول رفرنس.كوم (الدوري الرئيسي) (الإنجليزية)
- جايسون تشايلدرز على موقعبيزبول رفرنس.كوم (الدوري الثانوي) (الإنجليزية)
- جايسون تشايلدرز على موقع إي إس بي إن.كوم (أم.أل.بي) (الإنجليزية)
- جايسون تشايلدرز على موقع مشجعي الرسوم البيانية (الإنجليزية)